# Ionska polimerizacija
Ionska polimerizacija je oblik lančane polimerizacije s obzirom na dodavanje inicijatora ili katalizatora.
Ovdje se reakcija zbiva uz ione kao katalizatore. Postoje kationska polimerizacija i anionska polimerizacija.